# Association PAX
L'Association PAX (polonais : Stowarzyszenie PAX ) était une organisation catholique pro-communiste créée en 1947 en République populaire de Pologne au début de la période stalinienne. L'association a publié le quotidien Słowo Powszechne pendant près de cinquante ans entre 1947 et 1993 avec une moyenne de 312 numéros par an.
Le premier rédacteur en chef de Słowo Powszechne (tirage : 40 000) était Wojciech Kętrzyński (décédé en 1983) de KN, petit-fils de l'historien Wojciech Kętrzyński. En 1982, le journal a changé son nom pour Słowo Powszechne : dziennik Stowarzyszenia PAX (le « Quotidien de l'Association PAX »). La publication n'a fermé que lorsque la PAX a cessé de fonctionner en 1993, à la suite de l'effondrement du communisme ; cependant, le fac-similé de l'association a été rétabli en 1993 sous un nom différent : l'association catholique « Civitas Christiana ».
Notamment, en 1953, la PAX a apporté son soutien au procès-spectacle stalinien de la Curie de Cracovie prononçant la peine de mort pour les prêtres catholiques accusés de trahison, et a repris la publication de l'hebdomadaire catholique Tygodnik Powszechny jusqu'en octobre 1956 en Pologne.

## Ère communiste
Après la prise de pouvoir soviétique, l'association PAX avait été créée dans le but de saper le soutien populaire à l'Église catholique romaine dans la Pologne stalinienne. Créé par Bolesław Piasecki, il approuva le procès et l'emprisonnement de nombreux ecclésiastiques polonais, parmi lesquels l'évêque Czesław Kaczmarek et le cardinal Stefan Wyszyński. La PAX a tenté de rivaliser avec le clergé conservateur de l’entre-deux-guerres sur les questions de politique publique, notamment après l’arrestation de centaines de prêtres par la sécurité de l’État au début des années 1950. Le gouvernement lui a donné un contrôle total sur la branche polonaise de l'organisation humanitaire Caritas. Selon Norman Davies, le PAX était une organisation écran du NKVD, créée pour convaincre les catholiques polonais au communisme et rompre leurs liens avec le Vatican. Elle a maintenu une présence au Sejm, remportant, par exemple, cinq sièges aux élections de 1969.

## Réformes
Après 1956, ainsi que de nombreuses autres initiatives gouvernementales similaires, elle a été atténuée et a adopté une position plus compromettante, soutenant même à certains égards l'indulgence envers la résistance anticommuniste en Pologne, même si elle soutenait fermement le gouvernement communiste de la République populaire. de la Pologne jusqu'à la chute du communisme. Après 1982, elle a été membre du Mouvement Patriotique pour la Renaissance Nationale. Tout au long des décennies qui ont suivi sa création et la mort de Staline, elle a continué à perdre progressivement son pouvoir et son influence, même s’il existe toujours dans la Pologne moderne.

## Membres notables
- Bolesław Piasecki
- Janusz Zablocki
- Jan Dobraczyński
- Tadeusz Mazowiecki